# Pycnomerus thrinax
Pycnomerus thrinax är en skalbaggsart som beskrevs av Ivie och Stanislaw Adam Ślipiński 2000. Pycnomerus thrinax ingår i släktet Pycnomerus och familjen barkbaggar. Inga underarter finns listade i Catalogue of Life.